# Oliver Horrsell
Carl Oliver Horrsell, född 24 februari 1998 i Uppsala, är en svensk före detta professionell ishockeyspelare. Horrsells moderklubb var Almtuna IS. Han spelade senare juniorishockey för Linköping HC och representerade också klubben i fyra SHL-matcher mellan 2015 och 2016. Säsongen 2017/18 spelade han för AIK J20 i J20 Superelit, innan han tillbringade två säsonger för Väsby IK i Hockeyettan. I april 2020 värvades han av AIK i Hockeyallsvenskan, men blev utlånad både till den norska klubben Grüner Ishockey och Enköpings SK HK i Hockeyettan.

## Karriär
Horrsell påbörjade sin ishockeykarriär i moderklubben Almtuna IS, där han stannade till säsongen 2013/14. Han tillbringade därefter tre säsonger med Linköping HC. Under sin första säsong i klubben spelade han främst för dess J18-lag, där han utsågs till en av lagets assisterande kaptener. Han spelade även för J20-laget som tog SM-brons: laget föll i semifinal mot Frölunda HC med 1–5, men besegrade Rögle BK med 5–3 i den efterföljande matchen om tredjepris. Säsongen 2015/16 spelade han främst för Linköping J20, men blev också uttagen att spela för klubbens A-lag i SHL. Han första match var den 26 december 2015 mot Brynäs IF, där han dock inte fick någon speltid. Han spelade sedan ytterligare en säsong för Linköping J20, där han nu var assisterande lagkapten. Han gjorde också tre framträdanden för klubben i SHL, varav en där han fick speltid – den 18 november 2016, även denna gång mot Brynäs IF.
Inför säsongen 2017/18 lämnade Horrsell Linköping för spel med AIK:s J20-lag. Han utsågs till lagkapten och gjorde sin poängmässigt bästa säsong i J20-sammanhang. På 41 grundseriematcher noterades han för 25 poäng (6 mål, 19 assist).
Den 8 augusti 2018 meddelades det att Horrsell skrivit ett avtal med Väsby IK i Hockeyettan. Under sin första säsong i klubben noterades han för ett mål och sex assistpoäng på 40 grundseriematcher. Den 18 april 2019 förlängde Horrsell sitt avtal med klubben med ytterligare en säsong. Han utsågs till assisterande lagkapten och hade i grundserien bäst plus/minus-statistik i Hockeyettan Östra (+18). I grundserien var han också lagets poängmässigt bästa back med 26 poäng på 36 matcher (7 mål, 19 assist).
Den 30 april 2020 bekräftades det att Horrsell återvänt till AIK i Hockeyallsvenskan då han skrivit ettårsavtal med klubben. Han spelade dock aldrig någon tävlingsmatch för klubben under den följande säsongen då han istället blev utlånad till den norska klubben Grüner Ishockey i Eliteserien och sedan Enköpings SK HK i Hockeyettan. Den 23 mars 2021 meddelade Horrsell via sociala medier att han avslutat sin ishockeykarriär.

## Statistik
| 2015–16            | Linköping HC       | SHL                | 1  | 0  | 0  | 0  | 0  | — | — | — | — | — |
| 2016–17            | Linköping HC       | SHL                | 3  | 0  | 0  | 0  | 0  | — | — | — | — | — |
| 2018–19            | Väsby IK           | Div. 1             | 40 | 1  | 6  | 7  | 32 | 2 | 0 | 0 | 0 | 0 |
| 2019–20            | Väsby IK           | Div. 1             | 36 | 7  | 19 | 26 | 20 | 3 | 0 | 0 | 0 | 2 |
| 2020–21            | Grüner Ishockey    | Eliteserien        | 13 | 0  | 2  | 2  | 16 | — | — | — | — | — |
| 2020–21            | Enköpings SK HK    | Div. 1             | 21 | 3  | 9  | 12 | 33 | — | — | — | — | — |
| Hockeyettan totalt | Hockeyettan totalt | Hockeyettan totalt | 97 | 11 | 34 | 45 | 85 | 5 | 0 | 0 | 0 | 2 |
| SHL totalt         | SHL totalt         | SHL totalt         | 4  | 0  | 0  | 0  | 0  | — | — | — | — | — |